# Paralephana
Paralephana is een geslacht van vlinders van de familie spinneruilen (Erebidae).

## Soorten
- P. albirenata Gaede, 1939
- P. angulata (Viette, 1966)
- P. argyresthia Hampson, 1926
- P. barnsi Gaede, 1939
- P. bisignata Hampson, 1926
- P. camptocera Hampson, 1926
- P. catalai Viette, 1954
- P. consocia Hampson, 1926
- P. costisignata Hampson, 1926
- P. curvilinea Hampson, 1926
- P. decaryi Viette, 1954
- P. descarpentiesi Viette, 1954
- P. descarpentriesi Viette, 1954
- P. exangulata Gaede, 1939
- P. ferox Viette, 1958
- P. finipunctula (Holland, 1894)
- P. flavilinea Hampson, 1926
- P. incurvata Hampson, 1926
- P. jugalis Viette, 1958
- P. lakasy Viette, 1979
- P. leucopis Hampson, 1926
- P. linos Viette, 1972
- P. lobata Hampson, 1926
- P. mesoscia Hampson, 1926
- P. metaphaea Hampson, 1926

- P. monogona Hampson, 1926
- P. nigriciliata (Hampson, 1910)
- P. nigripalpis Hampson, 1926
- P. obliqua Hampson, 1926
- P. patagiata Hampson, 1926
- P. poliotis Hampson, 1926
- P. purpurascens Hampson, 1926
- P. pyxinodes Viette, 1958
- P. rectilinea Hampson, 1926
- P. salmonea Viette, 1966
- P. sarcochroa Hampson, 1926
- P. subpurpurascens Viette, 1954
- P. syntripta Viette, 1958
- P. talacai Viette, 1982
- P. umbrata Griveaud & Viette, 1962
- P. uniplagiata Viette, 1966
- P. westi Fletcher D. S., 1961